# Akce D.O.S.T.
Akce D.O.S.T. (Důvěra, Objektivita, Svoboda, Tradice) je občanské sdružení nacionalistického a národně konzervativního charakteru, registrované ministerstvem vnitra v roce 2010 a navazující svou činností na Manifest D.O.S.T. z konce roku 2007 a občanskou iniciativu, která se kolem něj utvořila.

## Manifest D.O.S.T.
Východiskem pro vznik a činnost sdružení byl Manifest D.O.S.T. ze 7. listopadu 2007. V červnu 2010 sdružení na svých stránkách vykazovalo 556 signatářů manifestu a koncem července 2012 celkem 834 aktuálních signatářů a anonymně 38 osob, které svůj podpis odvolaly.
Mezi iniciátory manifestu patřil Michal Semín, Jiří Hejlek a Petr Bahník. Po založení občanského sdružení v roce 2010 se však stal jeho předsedou Ladislav Bátora, který jím byl do konce roku 2011. Poté předsednictví získal Michal Semín a od roku 2014[zdroj⁠?!] je předsedou Petr Bahník. Všichni tři zakladatelé i první předseda Bátora pocházejí z konzervativně křesťanského prostředí (Semín z katolického, Hejlek z evangelického). Bahník je přispěvatelem dezinformačního webu Protiproud, zakladatel petice Křesťané na obranu před ilegální migrací a příležitostný řečník na demonstracích Svobody a přímé demokracie. Místopředseda Hejlek přispívá do Parlamentních listů a podle svých slov "byl vždy proti zrůdnému programu Evropské unie"
Mezi signatáři se postupně objevila řada politiků ODS a dalších stran. Z politiků ODS patří mezi signatáře např. Petr Pleva, Eva Dundáčková, Alena Páralová, Juraj Raninec, Josef Ježek, Zdeněk Prosek či Karel Tejnor. Petici podepsal také předseda Svobodných Petr Mach či předseda Konzervativní strany Martin Rejman. V létě 2010 podepsala manifest Jana Bobošíková, pozdější předsedkyně SBB. Na seznamu signatářů figurují také např. Radim Ucháč a Zdeňka Rybová z Hnutí pro život ČR, senátorka Daniela Kovářová či vědec a bývalý místopředseda Národní demokracie Ladislav Zemánek. Ne všichni signatáři Manifestu se stali členy spolku.
Novinář MF Dnes Pavel Eichler upozornil na přítomnost některých jmen, která řadí k české ultrapravici. Také Martin Bastl s kolektivem v knize Krajní pravice a krajní levice v ČR z roku 2011 uvádí, že se na vzniku a chodu Akce D.O.S.T. podílely osoby z krajní pravice. Samotné sdružení pak řadí k zástupcům národoveckého proudu české krajně pravicové politiky ve formě registrovaných zájmových organizací, vedle Vlastenecké fronty či následnické Vlasti atp. Petr Bahník v prezidentských volbách 2023 vyjádřil podporu Jaroslavu Baštovi.

## Postoje
Filip Krenar (2012) označuje iniciativu D.O.S.T. za „nejviditelnějšího a zřejmě i nejvýznamnějšího představitele“ konzervativně pravicového názoru v České republice. Rozpoznává v iniciativě umírněně konzervativní proud, ultrakonzervativní katolický proud a radikální proud reprezentovaný mj. konfrontační rétorikou signatáře manifestu, publicisty Adama B. Bartoše.
Mezi vyjádřené postoje patří:
- odmítnutí antidiskriminačního zákona,
- odmítnutí Lisabonské smlouvy a podpora prezidenta Václava Klause,
- ochrana tradiční rodiny založené na manželském svazku muže a ženy,
- odmítnutí multikulturní společnosti,
- uznání nedotknutelnosti soukromého vlastnictví.[3]

## Aktivity
Veřejná činnost iniciativy a sdružení zahrnovala především vydání Manifestu D.O.S.T., několika prohlášení a otevřených dopisů a uspořádání několika demonstrací, které vyslovily podporu prezidentovi Václavu Klausovi, „tradiční rodině“ a soukromému vlastnictví a stavěly se proti Lisabonské smlouvě, antidiskriminační politice a Michaelu Kocábovi nebo Jiřímu Pehe.
V květnu 2009 bylo na sněmu D.O.S.T. vydáno memorandum Podporujeme svého prezidenta, ve kterém signatáři vyjádřili podporu Václavu Klausovi v jeho postoji vůči Lisabonské smlouvě.
Akce D.O.S.T. pořádala pravidelně diskusní setkání Hovory na pravici. V České republice na její pozvání vystupoval i britský poslanec Evropského parlamentu Nigel Farage.
Iniciativa spolupracovala s politickými stranami (Suverenita, SBB, NE Bruselu – Národní demokracie), jednotlivými politiky (včetně několika zákonodárců ODS) i občanskými sdruženími (Občanský institut, Institut sv. Josefa a Mladí křesťanští demokraté).[zdroj?] Představitelé Akce D.O.S.T. se pravidelně účastnili např. Pochodu pro život pořádaného Hnutím pro život ČR, což se v roce 2016 stalo předmětem kritiky. V roce 2012 Hnutí pro život podpořilo protestní shromáždění pořádané Akcí D.O.S.T. proti Prague Pride. Obě iniciativy se rovněž v roce 2013 připojily k rezoluci podporující ruský zákon proti propagaci homosexuality.

## Kontroverze
22. října 2010 demonstrovali proti nové knize Jiřího Pehe Klaus: portrét politika ve dvaceti obrazech, a ačkoli účastníci demonstrace ČTK přiznali, že ji nečetli, jejího autora označili za „zemského škůdce“ a „vlastizrádce“. Podle oficiálního vyjádření iniciativy to bylo z důvodu autorova „léta trvajícího protistátního a protinárodního mudrování“.
Právní teoretik a sociolog Jiří Přibáň Akci D.O.S.T. vidí jako „fašizující“ a „žlučovitě nenávistné hnutí“.
Federace židovských obcí ve své zprávě o stavu antisemitismu v ČR za rok 2010 uvedla, že tuto iniciativu chápe „jako poměrně nebezpečný fenomén, nejen pro české Židy, ale pro celý demokratický vývoj ČR.“ Manifest D.O.S.T. hodnotí jako „prostředek pro prosazování neofašistických, šovinistických a xenofobních tendencí ve vysoké politice a ve veřejném prostoru“. Podobný postoj zaujal i Leo Pavlát, ředitel Židovského muzea v Praze. Proti zprávě židovské obce se Akce D.O.S.T. ohradila. Ladislav Bátora hodnocení odmítl jako „veřejně šířená zlovolná, nepodložená, ba lživá a vpravdě extremistická tvrzení.“ O rok později zpráva o projevech antisemitismu uvádí Akci D.O.S.T. zejména v souvislosti s postavou Ladislava Bátory, jeho působení na ministerstvu školství a odchodu z vedení hnutí. Zmiňuje také výskyt výroků „otevřeně antisemitského ladění“ na webu hnutí.
Předseda Strany svobodných občanů Petr Mach v on-line rozhovoru v říjnu 2013 vyjádřil své rozladění z toho, že Akce D.O.S.T. využívá jeho jméno, ačkoliv nikdy nebyl členem sdružení, a s jeho postoji nesouhlasí.
Akce D.O.S.T pravidelně pořádá tzv. Hovory na pravici, jejichž přednášky bývají kritiky vnímány jako znepokojivé či přímo nebezpečné.[zdroj⁠?!] Např. tématem Hovorů č. XXVI byla Obrana domova – Jak a před kým? a vystoupil v nich předseda Národní domobrany (poloextremistické organizace navádějící k „domobraně“ před „milióny uprchlíků“) Marek Obrtel. Akce D.O.S.T je svými kritiky vnímána jako neofašistická, šovinistická, homofobní a xenofobní organizace, která šíří přinejmenším konspirační teorie, v horším případě přímo dezinformace pod zástěrkou „svobodného vyjadřování“, a pochybnou snahou o navrácení médií (především České televize) „zpět do rukou koncesionářů“. Diskusi na toto téma vedl Michal Semín se Stanislavem Novotným, předsedou tzv. Asociace nezávislých medií, která sdružuje i dezinformační weby a uděluje kontroverzní Krameriovu cenu.